# Saint-Cirgues-de-Malbert
Saint-Cirgues-de-Malbert település Franciaországban, Cantal megyében. Lakosainak száma 250 fő (2022. január 1.). Saint-Cirgues-de-Malbert Saint-Cernin, Saint-Chamant, Sainte-Eulalie, Saint-Illide, Saint-Martin-Cantalès, Saint-Martin-Valmeroux és Besse községekkel határos.

## Népesség
A település népessége az elmúlt években az alábbi módon változott:
| Lakosok száma | 335  | 238  | 232  | 209  | 241  | 249  | 249  | 249  | 249  | 250  |
|               | 1968 | 1982 | 1990 | 2006 | 2013 | 2015 | 2017 | 2019 | 2020 | 2022 |